# Blankenhain
Blankenhain – miasto w Niemczech, w kraju związkowym Turyngia, w powiecie Weimarer Land.
W mieście znajduje się m.in. zamek z XII wieku, przebudowany na przełomie XVII i XVIII wieku po uprzednim częściowym zburzeniu.

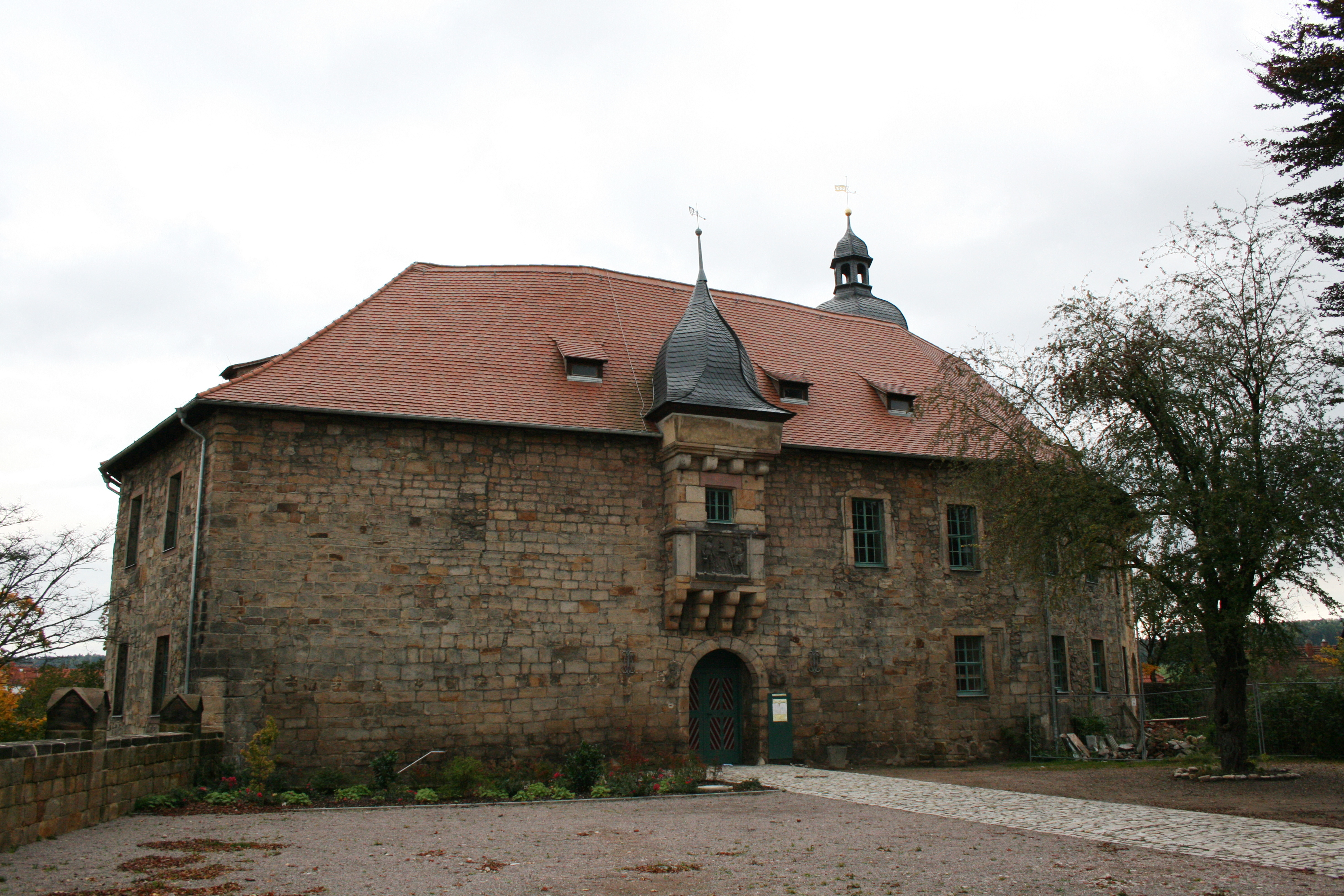
Zamek w Blankenhain

## Współpraca
Miejscowość partnerska:
- Hochdorf, Badenia-Wirtembergia (kontakty utrzymuje dzielnica Hochdorf)
- Waldeck, Hesja